# 三協化学
三協化学株式会社（さんきょうかがく）は愛知県名古屋市東区白壁に本社を置く、有機工業薬品、溶剤、工業用洗浄剤、シンナー、各種中間原料（塗料・インキ・接着剤等）の総合メーカーである。

## 概要
昭和22年、木工用塗料の製造を目的に創業。以来、塗料用希釈材、有機工業薬品全般に生産を拡充。

## 拠点
本社--愛知県名古屋市東区白壁

### 事業所
- 東京事業所--東京都千代田区鍛冶町
- 横浜事業所--神奈川県横浜市神奈川区
- 大阪事業所
- 九州事業所
- タイ支店

### 工場
- 守山工場--愛知県名古屋市守山区